# Penningagöl
Penningagöl är en sjö i Växjö kommun i Småland och ingår i Lagans huvudavrinningsområde. Sjön är 9,3 meter djup, har en yta på 0,032 kvadratkilometer och befinner sig 229 meter över havet.